# Eisuke Nakanishi
Eisuke Nakanishi (født 23. juni 1973) er en japansk fodboldspiller.

## Japans fodboldlandshold
| Japans landshold | Japans landshold | Japans landshold |
| År               | Kmp              | Mål              |
| ---------------- | ---------------- | ---------------- |
| 1997             | 5                | 0                |
| 1998             | 6                | 0                |
| 1999             | 1                | 0                |
| 2000             | 1                | 0                |
| 2001             | 0                | 0                |
| 2002             | 1                | 0                |
| Total            | 14               | 0                |